# 繞朝
绕朝（?—?），又称晓朝，秦康公时的秦国大夫。
前614年，晋国的赵盾让魏寿馀诱逃亡秦国的士会回国。晋国假意扣押了魏寿馀的妻子儿女，让他夜里逃走，魏寿馀逃到秦国。绕朝说：“魏寿余前来，大概是想要得到士会，国君不要答应他。”魏寿馀请求把魏地并入秦国，秦康公答应了。魏寿馀在秦国朝廷上踩了一下士会的脚，示意士会与他一起回晋国。不久，秦康公率领军队驻扎在魏地隔河相对的河西。魏寿馀说：“请派一位来自东边而又能与魏地几位官员说得上话的，我与他一起先去。”秦康公选派了士会，士会辞谢说：“晋国人，是老虎和豺狼，如果他们违背原来的话不让臣回来，臣死了，妻子儿女也将被诛戮。这对国君没有好处，您后悔也来不及了。”秦康公说：“如果晋国违背原来的话不让你回来，我若不送还你的妻子儿女，必受河神惩罚！”这样士会才敢去。绕朝把马鞭送给士会，说：“您可别说秦国没有人才，我的计谋正好不被采用罢了。”渡过黄河以后，魏地人因得到士会而欢呼，熙熙嚷嚷地回去了。士会和魏寿馀回国后，派人向秦康公进谗言说：“绕朝知道我们的事，将会跟着我们前来晋国。”秦国的大夫们都相信了谗言，秦康公将绕朝诛杀。